# Sara Lalama
Sara Lalama, (سارة لعلامة) (sinh ngày 14 tháng 2 năm 1993, Constantine), là một nữ diễn viên nhà hát người Algérie đã bắt đầu sự nghiệp sân khấu của mình ở Pháp. Được đào tạo tại Nhạc viện khu vực của Hoàng đế, cô bắt đầu sự nghiệp thành công trong lĩnh vực truyền hình ở Algeria vào năm 2013, nơi cô được biết đến với sự tham gia của mình trong một số sản phẩm.

## Sự nghiệp
Sara Lalama đã đóng vai chính đầu tiên của mình trên truyền hình Algeria (Algeria 3) trong một vở opera xà phòng Asrar el madi được phát sóng trong tháng Ramadan là một thành công lớn. Đạo diễn Sellami, đã tìm thấy sự phân vai của các nữ diễn viên nổi tiếng người Algeria như Bahia Rachedi hay Serouti Rania. Sara đóng vai Nourhane, một cô gái trẻ được nuôi dưỡng bởi một người mẹ che giấu một bí mật đen tối. Một chuỗi của loạt phim này sẽ được quay mà không có Sara, trái với những gì đã nói, đã không từ chối làm việc với một nhà sản xuất nhất định, nhưng bị chiếm đóng bởi các nghiên cứu đại học của mình bằng tiếng nước ngoài ở Pháp.
Trong La classe năm 2014, một bộ phim cũng được phát sóng trong tháng Ramadan, Sara đã thay đổi thể loại và đóng một vở hài kịch, vai cô Dounia, một giáo viên dạy tiếng Anh, có đồng nghiệp là thợ cơ khí.
Năm 2015, Sara Lalama trở lại màn ảnh để đảm nhận vai chính trong Hob Fi Kafas El Itiham (hay Love in the dock), đóng vai Yasmine, cùng với các diễn viên nổi tiếng như Mohamed Ejaimi, Bahia Rachedi và những người khác. Một lần nữa cô biểu diễn trong một bộ phim phát sóng vào "thời gian chính" trong tháng Ramadan.
Năm 2016, cô xuất hiện trong một bộ phim truyện El Boughi trong một vai chính là Nedjma. Cô cũng đã diễn xuất trong hai bộ Ramadan tiếp theo Qulub taht al ramaad vào năm 2016 và Samt al Abriaa ' vào năm 2017.

## Đóng phim
Phim
- 2016: El Boughi trong vai Nedjma
- 2016: So Dangerous (phim ngắn)
- 2010: Asrar el madi (bằng tiếng Ả Rập اسرار الماضي) - với tư cách là Nourhane
- 2014: La classe - với tư cách là Hoa hậu Dounia
- 2015: Hob Fi Kafas El Itiham (bằng tiếng Ả Rập حب في الاتهام, trong tiếng Anh Tình yêu trong bến tàu) - như Yasmine
- 2016: Qulub taht al ramaad (trong tiếng Ả Rập لوب تحت الرماد) có nghĩa là Trái tim dưới tro - như Kamar
- 2017: Samt al Abriaa '(theo tiếng Ả Rập مت الابرياء) có nghĩa là Sự im lặng của những người vô tội - như Hanane
- 2019: Macha3er có nghĩa là Cảm giác - như Zahra